# Politický paralelismus
Politický paralelismus je v mediálních studiích jedna z vlastností mediálních systémů, jak je definovali mediální teoretici Daniel C. Hallin a Paolo Mancini v knize Comparing media systems beyond the Western world z roku 2014. Politický paralelismus vyjadřuje sílu vztahu mezi médii a politickými aktéry v dané mediální krajině.
Další vlastnosti jsou vývoj mediálního trhu, vývoj profesionalismu žurnalistiky a úroveň a povaha státních zásahů do mediálního systému. Z těchto vlastností nadále vychází typy mediálních systémů: liberální, polarizovaně pluralistický a demokraticko-korporativistický. 
Politický paralelismus není totéž jako instrumentalizace médií, kde médium rezignuje na objektivní podávání skutečnosti a které majitel používá k prosazení svých zájmů. Politický paralelismus není na rozdíl od instrumentalizace a priori dobrý ani špatný. 

## Původ termínu
Čistou formou politického paralelismu jsou stranická média. Pojem paralelismus se v kontextu médií používal ještě předtím, než Hallin a Mancini definovali pojem politický paralelismus. Představil ho britský historik Colin Seymour-Ure ve své publikaci The Political Impact of Mass Media.  V jeho původní pojetí termín paralelismus byl striktnější a poukazoval pouze na tištěná média, která obsluhují stejný sociální segment jako nějaká politická strana.